# Tupanci do Sul
Tupanci do Sul é um município brasileiro do estado do Rio Grande do Sul.

## História
A Lei nº 79 de dezembro de 1961, alterava o nome do distrito Gustavo Berthier para Tupanci do Sul, a mudança do nome foi amplamente discutida.
Era para ser Salgado Filho, mas com a condescendência de todos e a medição do pe. Atanásio, o distrito passou a chamar-se Tupanci. 

## Geografia
Localiza-se a uma latitude 27º55'31" sul e a uma longitude 51º32'11" oeste, estando a uma altitude de 824 metros. Sua população estimada em 2010 era de 1.723 habitantes.

## Etimologia
O nome Tupanci provém da língua tupi, e significa "Mãe de Deus".

## Cidades irmãs
- São José do Ouro (RS)
- Santo Expedito do Sul (RS)
- Curitibanos (SC)